# Осаму Дазај
Осаму Дазај (јап. 太宰 治; Канаги, 19. јун 1909 — Токио, 13. јун 1948), био је јапански књижевник. Описиван је као један од најзначајнијих јапанских приповедача и романсијера двадесетог века.

## Биографија
Осаму Дазај, рођен као Шуђи Цушима (јап. 津島修治) у граду Канаги 1909. године, био је десето дете угледне породице Цушима. Иако породица Цушима није била аристократског порекла, свој углед и богатство стичу након Меиђи рестаурације (1868) отварањем трговинске компаније. Како му је мајка била болесна, одраста без њене бриге, што ће касније имати велики утицај на природу његовог стваралаштва. Након смрти оца 1923. године, бригу о Дазају преузима његов старији брат Бунђи који га издржава током студија на Универзитету у Хиросакију.
У децембру 1929. године, Дазај врши први покушај самоубиства, али успева да преживи. Наредне године завршава студије на Универзитету у Хиросакију и уписује се на тадашњи Токијски царски универзитет на катедру за француски језик и књижевност.  Међутим, убрзо одустаје од студија и бежи са гејшом по имену Хацујо, због чега долази у сукоб са породицом која престаје да га финансијски издржава. Исте године бива избачен са универзитета, након чега по други пут покушава да изврши самоубиство, али овога пута са девојком по имену Шимеко Танабе, која умире. Он преживљава и обнавља однос са породицом на неко време, одлазећи на лечење.
Следећи покушај самоубиства био је 1937. године, опет удвоје, али сада са Хацујо, која га је изневерила док је био на лечењу. Обоје преживљавају и одлучују да се растану, након чега следи мирнији период његовог живота. Ипак, ови догађаји ће утицати како на његово рано стваралаштво, тако и на оно позног доба.
У наредном периоду долази до великих преокрета у његовом животу. Оснива породицу са младом професорком Мићико и добија прво ћерку Соноко, а потом и сина Харукија. Премда се овај период његовог живота временски поклапа са периодом Другог светског рата, он је био далеко мирнији од наредног.
Након рата се одаје алкохолизму и враћа се свом некадашњем стилу писања и мотивима пролазности, одбачености и безнађа. Убрзо након што добија ћерку Сатоко (1947. године), напушта породицу и одлази са Томие Јамазаки, удовицом чији је муж преминуо након свега десет дана брака. У овом периоду настају његова најпознатија дела Сунце на заласку (Шајо) и Дисквалификован човек (Нинген Шикаку). Убрзо након завршетка последњег романа, у поноћ 13. јуна 1948. године, тешко болестан од туберкулозе, извршава самоубиство са Томие бацивши се у реку. Њихова тела су пронађена неколико дана касније, на пишчев 39. рођендан.

## Стваралаштво
Стваралаштво Осаму Дазаја се може поделити у три развојне фазе: 
- Прва развојна фаза (1932-1937) која покрива период студија и почетак проблема са породицом
- Друга развојна фаза (1938-1945) током које ствара породицу са Мићико и
- Трећа развојна фаза (1945-1948) која траје од краја Другог светског рата до његовог самоубиства.[1]

### Прва развојна фаза стваралаштва (1932-1937)
Прва развојна фаза његовог стваралаштва била је у духу распадања левичарског покрета тадашњег Јапана. Као члан угледне и имућне породице, Дазај је одрастао као припадник аристократске класе која у овом периоду почиње да нестаје. Подстакнут променама у друштву, почиње да размишља о самоуништењу као о потенцијалном решењу. У овом периоду настају његова прва дела, која су била аутобиографског карактера. 
Његово стваралаштво почиње 1933. године, када пише кратку причу Воз (јап. 列車, Реша), где први пут користи псеудоним Осаму Дазај. Ово је био његов први покушај писања у првом лицу аутобиографског стила, што ће касније постати његов препознатљив стил писања. Исте године настаје и приповетка Сећање (јап. 思い出, Омоиде). Ова приповетка је уврштена у збирку под називом Позне године (јап. 晩年, Банен) 1936. године, која је убрзо номинована за престижну награду Акутагаве.
Након четири покушаја самоубиства, осећај кривице постаје једна од главних тема његових дела. Године 1937. пише приповетку Носилац заставе двадесетог века (јап. 二十世紀旗手, Ниђусеики кишу) у којој се налази његова позната реченица Извињавам се што сам се родио.

### Друга развојна фаза стваралаштва (1938-1945)
Другу развојну фазу његовог стваралаштва одликује како промена у стилу писања, тако и у тематици. У овом периоду пише приповетке које укључују елементе из јапанских и европских класичних и савремених дела. Присутна је интертекстуалност, а сама дела имају хуманистички и оптимистичан карактер. Посебно се истичу кратки романи Нови Хамлет (јап. 新ハムレット, Шин Хамурето, 1941), Трчи, Мелос! (јап. 走れメロス, Хашире, Меросу! 1940) и Крај Цугару (јап. 津軽, Цугару, 1944) који спајају различита времена и просторе.

### Трећа развојна фаза стваралаштва (1945-1948)
Трећа развојна фаза стваралаштва Дазај Осамуа представља повратак ранијем аутобиографском стилу и темама отуђености. У овом периоду настају два најзначајнија дела његовог опуса, Сунце на заласку (Шајо) и Дисквалификован човек (Нинген Шикаку).
Сунце на заласку за тему има пропадање аристократског слоја. Написано је из перспективе женског лика, а настало је на основу дневника младе књижевнице Шизуко, са којом је писац имао ванбрачно дете. У ово дело је пренео како стварне догађаје и околности које се помињу у њеном дневнику, тако и сам говор аристократије, који је специфичан у јапанском језику. Дело се бави животима неколико аристократа који губе своје место у друштву у периоду када се традиција сукобљава са модерним начином живота. Дело је привукло велику пажњу током самог објављивања у наставцима у књижевном часопису Нове струје (јап. 新潮, Шинћо).  Након излажења монографског издања, стиче статус бестселера.
Дисквалификован човек је последњи роман који је Дазај завршио и уједно његово најпознатије дело. Оно је посвећено теми агоније отуђеног човека и представља све његове идеје, разочараност у промену друштва и отуђеност од остатка света, сумиране у једног лика, који за себе верује да више не заслужује да се сматра човеком.

## Дела доступна у библиотекама у Србији
1. Anthologie de nouvelles japonaises contemporaines. T. 1, Jeunesse (2007)  238001152
2. Blue bamboo : tales of fantasy and romance (1993)  512648340
3. Hanyatló nap : regény (1987)  516006742
4. Листови трешње и тајанствена фрула (2007)  229688839
5. No Longer Human (1988)  466956
6. Self portraits : tales from the life of Japan's great decadent romantic (1991)  512428436
7. Sunce na zalasku (2005)  125339404
8. Sunce na zalasku. Sunce na zalasku ili Rađanje novog bića (2011)  177914892
9. Sunce na zalasku. Sv. 1 [Brajevo pismo] (2006)  128684812
10. Sunce na zalasku. Sv. 2 [Brajevo pismo] (2006)  128685068
11. The setting sun (1992)  512144788
12. The Setting Sun (2002)  109254156
13. Večerno sonce (1964)  3646209

## Галерија
- Осаму Дазај, фотографисао Тадахико Хајаши 1946. године
- Осаму Дазај
- Осаму Дазај 1924. године
- Кућа Осаму Дазаја у Аомори префектури
- Гробно место Осаму Дазаја
- Хацујо
- Шимеко Танабе
- Томие Јамазаки